# Dassault Falcon Epicure
Dassault Falcon Epicure je projekt letounu pro elektronický boj a senzorický průzkum vyvíjený společnostmi Dassault a Thales pro Armée de l'Air v rámci programu Capacité Universelle de Guerre Électronique (CUGE, ~ schopnost univerzálního elektronického boje) na základě business jetu Dassault Falcon 7X.
Předpokládá se, že nejpozději v roce 2025 tři vyrobené kusy nahradí dva stroje Transall Gabriel, provozované Escadron électronique aéroporté Dunkerque od roku 1989, v roli prostředku pro elektronickou válku a strategický elektronický průzkum a přehled bojiště (ISTAR).